# 계룡산 삼신당
계룡산 삼신당(鷄龍山 三神堂)은 대한민국 충청남도 계룡시 신도안면 용동리에 있는 삼신당이다. 2003년 10월 30일 충청남도의 민속문화재 제19호로 지정되었다.

## 개요
삼신당이 위치한 자리는 태조 이성계가 백일기도를 한 후 조선을 건국하고 왕위에 올랐다는 명당지로서 신라시대에는 왕용암, 고려시대에는 수심대, 조선시대에는 삼신당으로 불리었다 한다.
1889년 평양에서 출생한 정원강은 수도생활을 위해 21세 때인 1910년에 계룡산을 찾았으며, 백옥성 도장에 머물면서 백옥성의 딸과 혼인을 하고, 천단, 정심원·태상전, 산신각, 칠성각, 용궁 등을 연차적으로 건립하여 삼신당 지역을 재정비하였다.
서울의 삼각산에 기도하러 다니면서 독립운동가들과 인연을 맺고 독립운동을 하면서 조국 독립을 위한 기도와 독립운동가의 은신처로 사용하였고, 정원강은 1943년 6월경에 일경에 의해 체포되어 경북 상주경찰서에서 모진 고문을 받고 서울로 압송도중 사망하였다.
그 후, 장자(長子)인 정운복이 대를 이었으나 일제의 강제징집과 6.25전쟁을 거치면서 그의 부인(박영숙)이 주관하여 관리·운영해오다가 1984년 4월 삼신당 지역의 건물을 남겨 놓은 채, 대전시 서구 장안동으로 이전하면서 삼신당 건물 그대로 신축하였다 한다.
‘계룡대(3군본부)’내 암용추 인근에 위치한 계룡산 삼신당은 1925년에 정원강이 삼신당을 설립하고 독립운동을 하였던 장소로서 1983년의 620사업 시행 시 모든 무속·신흥종교 시설들이 철거되었으나 역사성과 주변 경관 훼손방지를 위해 존치해오고 있는 상태이다. 각종 무속·신흥종교의 요람이었던 신도안의 종교적·향토적·역사적 특성을 간직하고 있는 상징적 장소로서 역사적·민속학적인 측면에서 보존가치가 크다.

## 참고 자료
- 계룡산 삼신당 - 국가유산청 국가유산포털